# Herr Gott, dich loben wir (Luther)
Herr Gott, dich loben wir (auch Deutsches Tedeum genannt) ist ein liturgischer Wechselgesang, dessen Text und Musik Martin Luther verfasste. Es basiert auf dem mittelalterlichen Te Deum und erschien 1529 erstmals im Druck. Im Evangelischen Gesangbuch steht es unter Nr. 191.

## Geschichte
Über die Entstehungsgeschichte gibt es keine überlieferten Informationen. Der Gesang wurde erstmals in den Geistlichen Liedern von Joseph Klug 1529 in Wittenberg gedruckt. Von dieser Ausgabe ist kein Exemplar erhalten. Die älteste erhaltene Ausgabe ist die von 1533.
Schon durch seine augustinische Prägung schätzte Luther das Te Deum, das laut Legende als Wechselgesang zwischen Ambrosius und Augustinus entstanden war. Er zählte es neben dem Apostolikum, dem Nizänum und dem Athanasianum zu den Grundbekenntnissen der Kirche. Seine Fassung Herr Gott, dich loben wir wird jedoch im evangelischen Gottesdienst nur selten gesungen.

## Text

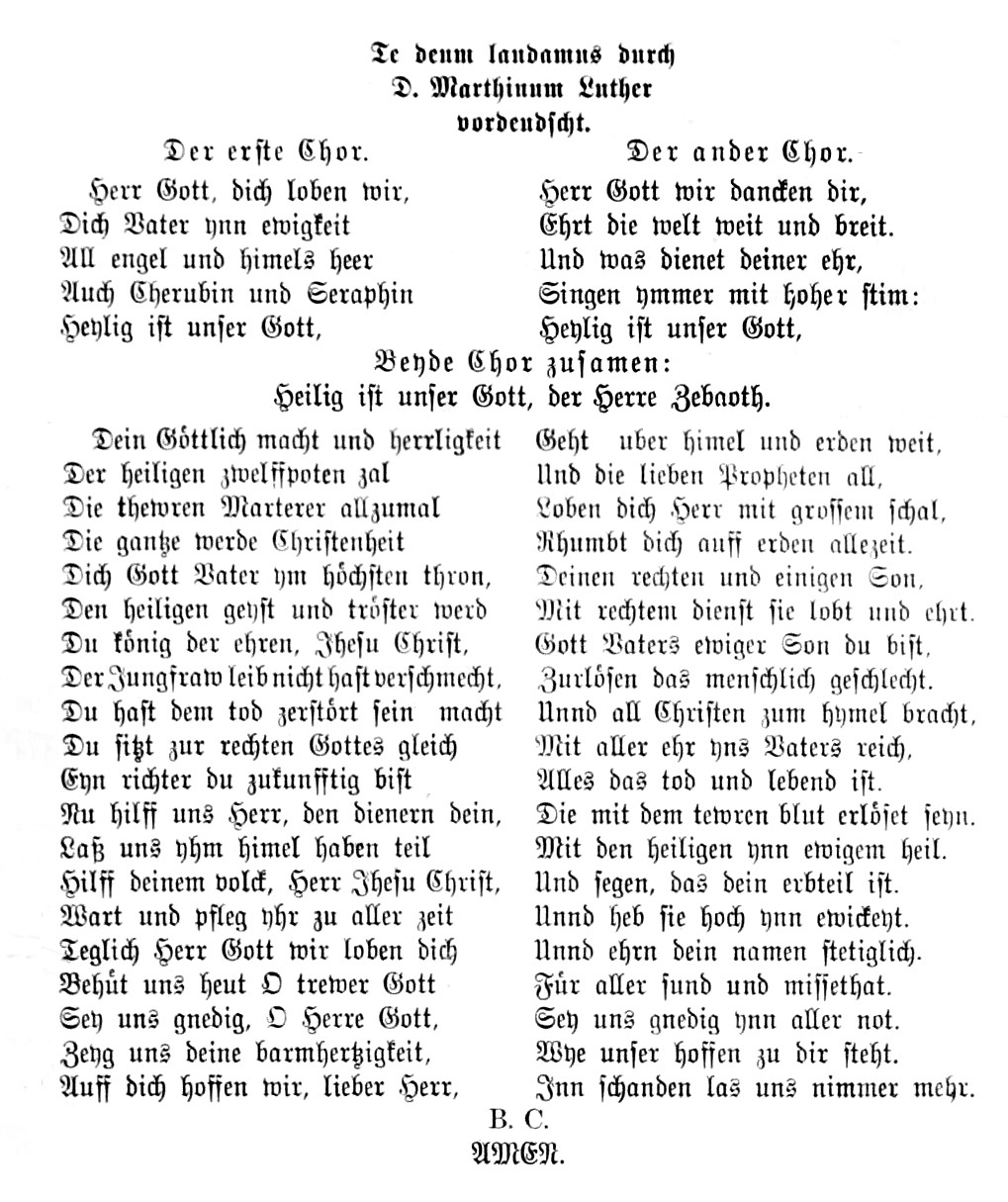
Herr Gott, dich loben wir (WA 35)

Luther nahm das lateinische Te Deum aus dem 5. Jahrhundert als Vorlage und formte daraus einen Wechselgesang in zu Beginn sechssilbigen, dann durchgehend achtsilbigen gereimten Verspaaren. Die lateinische Vorlage wurde vielleicht von Niketas von Remesiana verfasst, später dann fälschlicherweise Ambrosius von Mailand zugeschrieben.
| I | II |
| Herr Gott, dich loben wir, Dich, Vater in Ewigkeit, All Engel und Himmelsheer auch Cherubim und Seraphim „Heilig ist unser Gott, | Herr Gott, wir danken dir. ehrt die Welt weit und breit. und was dienet deiner Ehr, singen immer mit hoher Stimm: heilig ist unser Gott, |
| I und II heilig ist unser Gott, der Herre Zebaoth.“ | |
| Dein göttlich Macht und Herrlichkeit Der heiligen zwölf Boten Zahl die teuren Märt’rer allzumal Die ganze werte Christenheit Dich, Gott Vater im höchsten Thron, den Heilgen Geist und Tröster wert Du König der Ehren, Jesu Christ, der Jungfrau Leib nicht hast verschmäht, Du hast dem Tod zerstört sein Macht Du sitzt zur Rechten Gottes gleich Ein Richter du zukünftig bist Nun hilf uns, Herr, den Dienern dein, lass uns im Himmel haben teil Hilf deinem Volk, Herr Jesu Christ, wart und pfleg ihr’ zu aller Zeit Täglich, Herr Gott, wir loben dich Behüt uns heut, o treuer Gott, Sei uns gnädig, o Herre Gott, Zeig uns deine Barmherzigkeit, Auf dich hoffen wir, lieber Herr, | geht über Himmel und Erden weit. und die lieben Propheten all, loben dich, Herr, mit großem Schall. rühmt dich auf Erden allezeit. deinen rechten und ein’gen Sohn, mit rechtem Dienst sie lobt und ehrt. Gott Vaters ewger Sohn du bist; zu erlösen das menschlich Geschlecht. und all Christen zum Himmel bracht. mit aller Ehr ins Vaters Reich. alles, das tot und lebend ist. die mit deim teu’rn Blut erlöset sein; mit den Heilgen in ewgem Heil. und segne, das dein Erbteil ist, und heb sie hoch in Ewigkeit. und ehrn dein’ Namen stetiglich. vor aller Sünd und Missetat. sei uns gnädig in aller Not. wie unsre Hoffnung zu dir steht. in Schanden lass uns nimmermehr. |
| I und II Amen. | |

## Musik

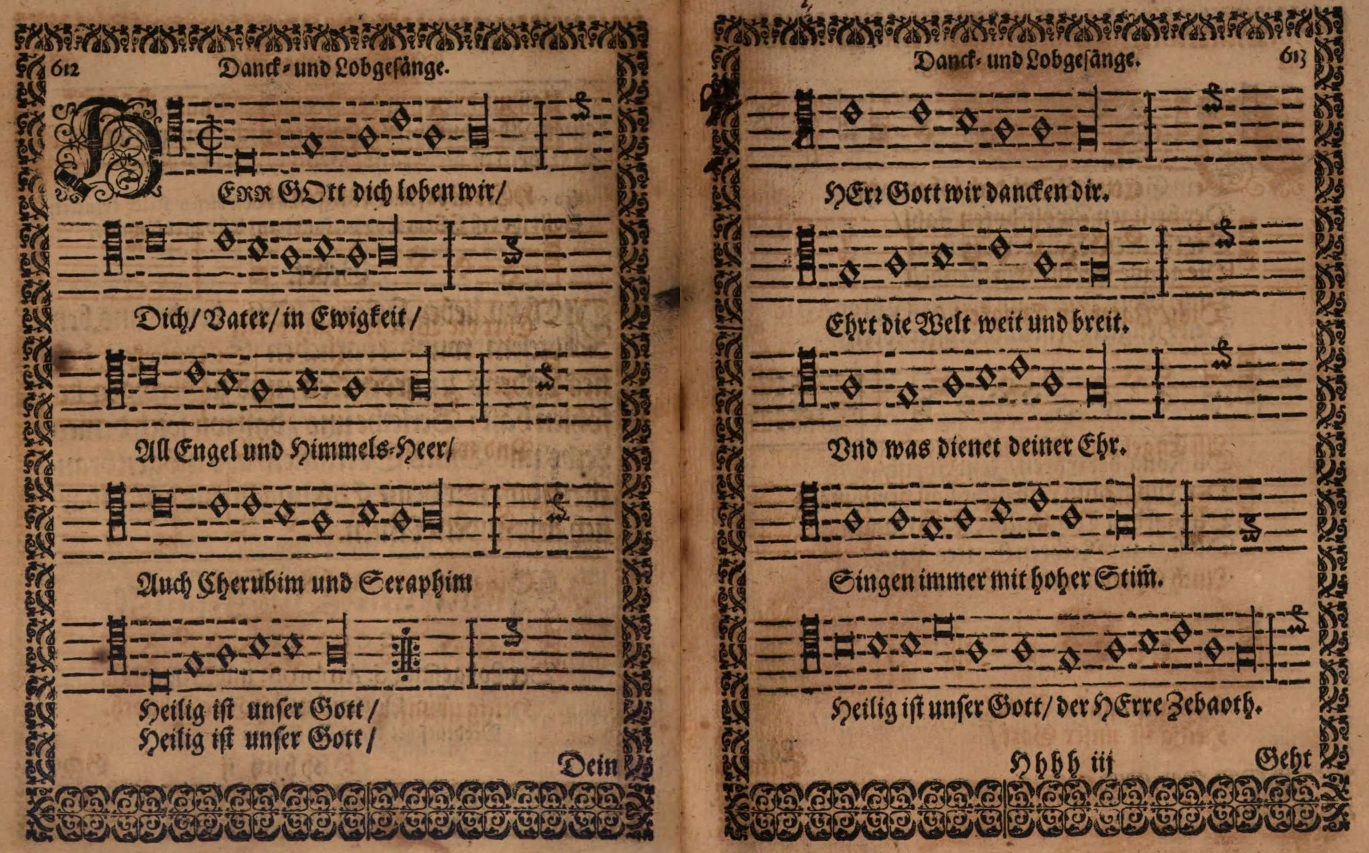
Beginn des lutherischen Tedeum,
Dresdner Gesangbuch 1656

Martin Luther nutzte hier eine einfache Fassung des gregorianischen Te Deum und veränderte sie leicht. Bedeutsam ist die Hervorhebung von zwei Textzeilen durch doppelte Notenwerte: „Nun hilf uns, Herr, den Dienern dein, die mit deim teu’rn Blut erlöset sein“ – hier war in der katholischen Liturgie das Niederknien üblich – und die Schlussbitte „Auf dich hoffen wir, lieber Herr, in Schanden lass uns nimmermehr“.
Neben anderen Komponisten bearbeiteten Johann Sebastian Bach in den Kantaten 16, 120 und 190 und Felix Mendelssohn Bartholdy als Choralkantate MWV A 20 den Gesang.